# Carmen Russo
Carmen Russo, rojstno ime Carmela Russo, italijanska plesalka, pevka in filmska igralka, * 3. oktober 1959, Genova, Italija.